# Forteresse des étoiles
Forteresse des étoiles (titre original : Downbelow Station) est un roman de science-fiction américain de C. J. Cherryh publié en 1981.

## Distinctions
C. J. Cherryh remporte le prix Hugo du meilleur roman 1982 pour ce roman.